# Šuachevi
Šuachevi (gruzínsky: შუახევი) je malé městečko v Adžárii, jihozápadní autonomní republiky v Gruzii. Nachází se 67 km východně od Batumi v horách Malého Kavkazu na pravém břehu řeky Adžarisckali. Městečko, ve kterém žije přibližně jen 400 obyvatel, je okresním městem okresu Šuachevi, který je tvořen městem samotným a dalšími 67 vesnicemi.
Nedaleko města se nachází rozvaliny středověkého hradu.